# Yamamichi Junji
Junji Yamamichi (sinh ngày 29 tháng 1 năm 1994) là một cầu thủ bóng đá người Nhật Bản.

## Sự nghiệp câu lạc bộ
Junji Yamamichi đã từng chơi cho Gainare Tottori.